# Marcelo Ramos
Marcelo Ramos, de son nom complet Marcelo Silva Ramos, est un footballeur brésilien né le 25 juin 1973.

## Palmarès

### Compétitions continentales
- Copa Libertadores
  - Vainqueur: 1997.
- Recopa Sudamericana
  - Vainqueur: 1998.
- Copa Master de Supercopa
  - Vainqueur: 1995.

### Compétitions nationales
- Championnat du Brésil
  - Vainqueur: 2003.
- Coupe du Brésil
  - Vainqueur: 1996, 2003.
- Coupe des champions
  - Vainqueur: 2000.
- Championnat de Colombie
  - Vainqueur: Tournoi d'ouverture 2005.
- Championnat des Pays-Bas
  - Vainqueur: 1997.
- Supercoupe des Pays-Bas
  - Vainqueur: 1996, 1997.

### Compétitions régionales
- Championnat de Bahia
  - Vainqueur: 1991, 1993, 1994, 2005.
- Championnat du Minas Gerais
  - Vainqueur: 1996, 1997, 1998, 2003.
- Championnat du Minas Gerais II
  - Vainqueur: 2009, 2011.
- Championnat du Pará
  - Vainqueur: 2010.
- Copa Centro-Oeste
  - Vainqueur: 1999.
- Copa dos Campeões Mineiros
  - Vainqueur: 1999.
- Supercampeonato Mineiro
  - Vainqueur: 2002.
- Copa Sul-Minas
  - Vainqueur: 2001, 2002.
- Tournoi Rio-São Paulo
  - Vainqueur: 2000.
- Copa Rio
  - Vainqueur: 2011.